# Abri d'Arpán
L'Abri d'Arpán est un abri sous roche à trois cavités situé dans la commune de Colungo (comarque de Somontano de Barbastro), dans la province de Huesca, en Aragon, en Espagne. Il se trouve dans le vallon du même nom, par lequel coule un affluent de la rivière Vero, dans la Sierra de Guara,.
Il abrite un ensemble de peintures rupestres appartenant au style de l'art schématique ibère, inscrites au Patrimoine mondial par l'Unesco en 1998 avec de nombreux autres sites rupestres sous le nom d'Art rupestre du bassin méditerranéen de la péninsule Ibérique (référence 874-561). Il fait partie du parc culturel de la rivière Vero.

## Contexte
L'art levantin des montagnes méditerranéennes de la péninsule ibérique a été produit par des sociétés de chasseurs-cueilleurs du Mésolithique. Les peintures de ce style naturaliste et narratif montrent principalement des scènes de chasse et de combat, des figures humaines et des représentations d'animaux sauvages.
L'art schématique, dans les mêmes lieux que l'art levantin et auquel il succède, se caractérise par le symbolisme et l'abstraction de ses représentations, réduites à des traits verticaux et des lignes horizontales. Ce style s'étend du Néolithique à l'Âge du bronze et est typique de sociétés sédentaires agricoles. Les peintures de ce style montrent principalement des figures humaines, des animaux et des signes abstraits.

## Description
La plupart des peintures rupestres des abris d'Arpán sont à peine visibles en raison de la formation de concrétions calcaires sur les parois qui les masquent. Toutes les figures ont été faites en peinture rouge. Parmi les figures les mieux conservées on peut citer les suivantes :
- un cerf avec des bois aux lignes fines de style levantin ;
- quelques scènes de chasse de styles levantin et schématique ;
- des doigtés de style schématique ;
- des gravures incluant des zoomorphes, des cercles et des barres.